# Vattenrädsla
Vattenrädsla är en rädsla för vatten som kan påverka livet för den som lider av det. Man kan vara vattenrädd både som barn och vuxen, dock är det vanligare hos barn. Det finns olika grader av vattenrädsla, de finns de som är rädda för att ha huvudet under vatten, de som är rädda för att ens doppa fötterna i vatten och de som är rädda för djupt vatten.

## Varför får man vattenrädsla?
Vattenrädsla kan bero på olika saker. Rädsla hos barn kan till exempel komma från att föräldrarna är rädda eller att barnet har förbjudits att vara nära vatten vid ung ålder. Det kan även komma från att barnet varit med om en otäck och jobbig händelse som förknippas med vatten.

## Symptom och vad det är
Vad vattenrädsla står för är att man kan få ångest och må dåligt bara av att tänka på hav och att simma. Forskning har till och med visat att folk med vattenrädsla har mycket svårare att lära sig att simma, det kan till och med vara så illa att personen inte kan lära sig simma alls. När barnen börjar simma är det viktigt att detta diskuteras med simläraren innan kursen börjar, detta eftersom då kommer läraren kunna tänka på detta och barnet kommer inte utsättas för fler skrämmande upplevelser i vattnet.

## Hur kommer man över sin rädsla?
När barn ska komma över sin vattenrädsla kan det vara bra att starta i en uppvärmd pool i ett badhus eller liknande. Det är även viktigt att berömma barnet om någonting otäckt händer, till exempel om han/hon lider av vattenrädsla i form av att inte våga ha huvudet under vattnet och detta plötsligt sker, då är det viktigt att berömma barnet så att han/hon glömmer denna händelse. Man kan även försöka få med barnen i vattenlekar för att förhoppningsvis få det att till slut glömma det jobbiga med vattnet.
Det kan vara svårare att bota vuxna med vattenrädsla än barn. Många vuxna skäms för sin rädsla och väljer då att inte utsätta sig för någonting som kanske är pinsamt för att man är rädd. För detta finns specialgrupper för vuxna för att träna bort sin vattenrädsla, detta fungerar ofta bättre eftersom då får man arbeta med folk som har samma rädsla en själv och då känns det ofta mer bekvämt.